# Jarzé
Jarzé korábbi község Franciaország Loire mente régiójában, Maine-et-Loire megyében. 2016. január 1-jén három másik korábbi községgel egyesült és Jarzé Villages új község része lett.
Lakosainak száma 1839 fő (2018. január 1.).

## Népesség
A település népességének változása:
| Lakosok száma | 1369 | 1270 | 1326 | 1434 | 1401 | 1612 | 1839 | 2775 | 1836 | 1839 |
|               | 1962 | 1968 | 1975 | 1990 | 1999 | 2008 | 2013 | 2016 | 2017 | 2018 |